# Oyrières
Oyrières é uma comuna francesa na região administrativa de Borgonha-Franco-Condado, no departamento de Alto Sona. Estende-se por uma área de 14,03 km². Em 2010 a comuna tinha 387 habitantes (densidade: 27,6 hab./km²).